# Верхнянська сільська рада
| Верхнянська сільська рада — орган місцевого самоврядування у Калуському районі Івано-Франківської області з адміністративним центром у с. Верхня. Водоймища на території, підпорядкованій даній раді: річка Болохівка. Сільській раді підпорядковані населені пункти: - с. Верхня - с. Іванкова |

## Склад ради
Рада складається з 16 депутатів та голови.

### Керівний склад ради
| ПІБ                          | Основні відомості                                                           | Дата обрання | Дата звільнення |
| ---------------------------- | --------------------------------------------------------------------------- | ------------ | --------------- |
| Філіпович Микола Олексійович | Сільський голова, 1959 року народження, освіта, член Народного Руху України | 26.03.2006   | 31.10.2010      |
| Філіпович Микола Олексійович | Сільський голова, 1959 року народження, освіта, член Народного Руху України | 31.10.2010   |                 |

Примітка: таблиця складена за даними джерела